# اداست
اداست (به فرانسوی: Adast) یک کمون در فرانسه است که در Canton of Argelès-Gazost واقع شده‌است.

## خصوصیات
اداست ۱٫۰۵ کیلومترمربع مساحت و ۲۵۳ نفر جمعیت دارد و ۴۴۴ متر بالاتر از سطح دریا واقع شده‌است.